# Fondali tra Punta del Pecoraro e Capo Linaro
Fondali tra Punta del Pecoraro e Capo Linaro este o arie protejată (arie specială de conservare — SAC, sit de importanță comunitară — SCI) din Italia întinsă pe o suprafață de 1.614 ha, integral marine.

## Localizare
Centrul sitului Fondali tra Punta del Pecoraro e Capo Linaro este situat la coordonatele 42°02′07″N 11°49′10″E / 42.035278°N 11.819444°E.

## Înființare
Situl Fondali tra Punta del Pecoraro e Capo Linaro a fost declarat sit de importanță comunitară în iunie 1995 pentru a proteja un număr necunoscut de specii din flora spontană și fauna sălbatică aflate în arealul zonei. Situl a fost protejat și ca arie specială de conservare în decembrie 2016.

## Biodiversitate
Situată în ecoregiunea mediteraneană, aria protejată conține 2 habitate naturale: Recifuri, Straturi cu Posidonia (Posidonion oceanicae).
La baza desemnării sitului se află un număr nedeclarat de specii protejate.
Pe lângă speciile protejate, pe teritoriul sitului au mai fost identificate 1 specie de plante, 2 specii de nevertebrate.